# Bonawentura Ziemba
Bonawentura Józef Ziemba (ur. 24 maja 1935 w Iwanowicach, zm. 26 sierpnia 2006) – polski działacz katolicki, urzędnik państwowy okresu PRL, poseł na Sejm X kadencji.

## Życiorys
W 1954 ukończył Wyższe Seminarium Duchowne we Włocławku, a w 1958 studia historyczne na Wydziale Nauk Humanistycznych Katolickiego Uniwersytetu Lubelskiego. W 1957 zajął się działalnością w ramach koncesjonowanego katolickiego Stowarzyszenia „Pax”, od 1958 do 1984 pracował w jego Instytucie Wydawniczym. W latach 1965–1992 pełnił funkcję przewodniczącego Zarządu Wojewódzkiego stowarzyszenia w Lublinie, należał do prezydium Zarządu Głównego. Do 1984 jednocześnie był radnym Wojewódzkiej Rady Narodowej, a następnie do 1990 wicewojewodą lubelskim.
W latach 1989–1991 sprawował mandat posła na Sejm kontraktowy, wybranego w okręgu lubelskim z puli „Pax”. Pełnił funkcję zastępcy przewodniczącego Komisji Polityki Gospodarczej, Budżetu i Finansów, ponadto zasiadał w Komisji Odpowiedzialności Konstytucyjnej, Komisji Przekształceń Własnościowych i dwóch komisjach nadzwyczajnych. Później zajął się organizacją Ośrodka Badań Społeczno-Ekonomicznych przy stowarzyszeniu „Civitas Christiana”. W 2000 przeszedł na emeryturę.

## Odznaczenia
- Krzyż Oficerski Orderu Odrodzenia Polski (1987)
- Srebrny Krzyż Zasługi (1969)
- Medal 40-lecia Polski Ludowej